# Micrathena bimucronata
Micrathena bimucronata är en spindelart som först beskrevs av O. Pickard-Cambridge 1899.  Micrathena bimucronata ingår i släktet Micrathena och familjen hjulspindlar. Inga underarter finns listade i Catalogue of Life.